# John A. Logan
John Alexander Logan (Murphysboro, 8 febbraio 1826 – Washington, 26 dicembre 1886) è stato un generale e politico statunitense, fu un ufficiale dell'esercito degli Stati Uniti e un leader politico.
Combatté durante la guerra messico-statunitense e con il grado di generale nell'esercito dell'Unione durante la Guerra civile americana. Fu senatore dello Stato dell'Illinois; fu il candidato repubblicano alla vice presidenza degli Stati Uniti nelle elezioni del 1884, ma non venne eletto.